# Georges Roes
Georges Roes (Tarbes, 3 marzo 1889 – Levallois-Perret, 14 maggio 1945) è stato un tiratore a volo francese.
Di professione meccanico, vinse due medaglie d'argento olimpiche: ad Anversa 1920 nella carabina militare a terra 300m a squadre insieme a Léon Johnson, Achille Paroche, Émile Rumeau e André Parmentier ed a Parigi 1924 nel fucile a squadre con Émile Rumeau, Albert Courquin, Pierre Hardy e Paul Colas, in entrambi casi sopravanzati solo dalle squadre statunitensi.
Ai campionati mondiali di tiro vanta l'argento nella carabina da 300m a terra di San Gallo 1925 e tre medaglie di bronzo conquistate nella carabina da 300m 3 posizioni a squadre di Lione 1921 e Reims 1924 e nella carabina da 300m 3 posizioni di Anversa 1930.

## Palmarès
- Giochi olimpici

Anversa 1920: argento nella carabina militare a terra 300m a squadre.
Parigi 1924: argento nel fucile a squadre.
- Campionati mondiali di tiro

San Gallo 1925: argento nella carabina da 300m a terra.
Lione 1921: bronzo nella carabina 300m 3 posizioni a squadre.
Reims 1924: bronzo nella carabina 300m 3 posizioni a squadre.
Anversa 1930: bronzo nella carabina da 300m 3 posizioni.